# Gran Sinagoga Coral de Kiev
La Gran Sinagoga Coral de Kiev (en ucraniano: Київська велика хоральна синагога) también conocida como la Sinagoga Podil, se encuentra en Kiev, Ucrania.
La sinagoga fue construida en 1895 y reconstruida en 1915.Gabriel Jakob Rozenberg y Wladimir Gorazjewitsch Ginzburg, dos comerciantes, financiaron la construcción. Fue construida en un estilo Esopo. En 1929, la sinagoga fue cerrada y el edificio se convirtió en un establo. El edificio fue profanado aún más durante la Segunda Guerra Mundial por los nazis.
Solo desde 1945, el edificio fue utilizado de nuevo como una sinagoga.